# Вила Векија (Парма)
Вила Векија (итал. Villa Vecchia) је насеље у Италији у округу Парма, региону Емилија-Ромања.
Према процени из 2011. у насељу је живело 17 становника. Насеље се налази на надморској висини од 149 м.